# Коулмен (Мічиган)
Коулмен (англ. Coleman) — місто (англ. city) в США, в окрузі Мідленд штату Мічиган. Населення — 1262 особи (2020).

## Географія
Коулмен розташований за координатами 43°45′33″ пн. ш. 84°35′13″ зх. д. / 43.75917° пн. ш. 84.58694° зх. д. (43.759160, -84.586917).  За даними Бюро перепису населення США в 2010 році місто мало площу 3,28 км², з яких 3,26 км² — суходіл та 0,03 км² — водойми.

## Демографія
Згідно з переписом 2010 року, у місті мешкали 1243 особи в 533 домогосподарствах у складі 327 родин. Густота населення становила 379 осіб/км².  Було 640 помешкань (195/км²).
Расовий склад населення:
| - 96,1 % — білих - 0,7 % — чорних або афроамериканців - 0,3 % — корінних американців - 0,2 % — азіатів - 0,1 % — вихідців з тихоокеанських островів |

До двох чи більше рас належало 2,5 %. Частка іспаномовних становила 3,1 % від усіх жителів.
За віковим діапазоном населення розподілялося таким чином: 26,5 % — особи молодші 18 років, 56,2 % — особи у віці 18—64 років, 17,3 % — особи у віці 65 років та старші. Медіана віку мешканця становила 36,4 року. На 100 осіб жіночої статі у місті припадало 91,8 чоловіків;  на 100 жінок у віці від 18 років та старших — 87,3 чоловіків також старших 18 років.
Середній дохід на одне домашнє господарство  становив 34 595 доларів США (медіана — 28 021), а середній дохід на одну сім'ю — 41 624 долари (медіана — 32 656). Медіана доходів становила 35 000 доларів для чоловіків та 35 417 доларів для жінок. За межею бідності перебувало 32,5 % осіб, у тому числі 47,3 % дітей у віці до 18 років та 10,6 % осіб у віці 65 років та старших.
Цивільне працевлаштоване населення становило 522 особи. Основні галузі зайнятості: освіта, охорона здоров'я та соціальна допомога — 16,5 %, виробництво — 13,2 %, науковці, спеціалісти, менеджери — 11,1 %, мистецтво, розваги та відпочинок — 10,2 %.